# Immenhausen
Immenhausen est une municipalité allemande située dans le land de la Hesse et l'arrondissement de Cassel.
La ville est jumelée depuis le 6 septembre 1991 avec la commune française de Montaigu-Vendée.

## Personnalités de la ville
- Georg Wilhelm Hartmann (de), représentant du SAP (Sozialistische Arbeiterpartei Deutschlands) à la fin du XIXe siècle
- Lilli Jahn, médecin et victime des Nazis
- Richard Süßmuth (de) (1900 - 1974), artiste verrier de renommée internationale originaire de Penzig/Schlesien et installé à Immenhausen à partir de 1946
- Albertus Pictor, peintre

## Source
- (de) Cet article est partiellement ou en totalité issu de l’article de Wikipédia en allemand intitulé « Immenhausen » (voir la liste des auteurs).